# 里奥达孔塞桑
里奥达孔塞桑是巴西托坎廷斯州的一个市镇。总面积771.112平方公里，总人口1454人，人口密度1.9人/平方公里。